# José Manuel Pinto
José Manuel Pinto Colorado, mer känd som José Pinto eller bara Pinto, född 8 november 1975 i El Puerto de Santa María, är en spansk före detta fotbollsmålvakt som är känd för att spelat för FC Barcelona, där han spelade mellan 2008 och 2014. Till en början var det bara på lån men 30 maj skrev han på ett permanent kontrakt och lämnade Celta de Vigo.
Pinto startade sin karriär i Real Betis B-lag för att sedan ta sig upp i A-laget, men spelade bara en ligamatch för klubben. Säsongen 2005/2006 blev Pinto belönad med Ricardo Zamora-pokalen, då han spelade för Celta de Vigo, efter att ha släppt in 28 mål på 36 matcher, vilket är ett genomsnitt på 0,78 insläppta mål per match.
Pintos debut för Barcelona började inte bra då man förlorade med 2–0 mot Deportivo la Coruña. Nästa match såg ut att bli lyckad då man hade tagit en 2–0-ledning mot Real Mallorca på hemmaplan, men man förlorade till slut även där efter att Mallorca vände matchen till 2–3. Men säsongen 2008/09 blev han hjälte för laget efter att han räddade en straff mot Mallorca och höll nollan. Matchen slutade 2-0 och Barcelona gick till final i Copa del Rey. Pinto stod mestadels i så kallade cupmatcher (Copa del Rey), på grund av traditionen att låta andramålvakten stå i dessa matcher.
Efter säsongen 2013/2014 lämnade Pinto Barcelona och avslutade sin fotbollskarriär.
Trots att han var aktiv som fotbollsspelare så jobbade Pinto som musiker och musikproducent vid sidan av fotbollen, mest med hiphop. 2000 startade han ett eget skivbolag vid namn Wahin Makinaciones som även var namnet på hans första släpp sex år senare. Pintos alter ego inom musiken var Wahin.

## Meriter

### FC Barcelona
- La Liga: 2008/2009, 2009/2010, 2010/2011, 2012/2013
- UEFA Champions League: 2008/2009, 2010/2011
- Spanska cupen: 2008/2009, 2011/2012
- Spanska supercupen: 2009, 2010, 2011, 2013
- UEFA Super Cup: 2009, 2011
- VM för klubblag: 2009, 2011